# Florent Manaudou
Florent Manaudou (født 12. november 1990 i Villeurbanne, Rhône) er en fransk mandlig svømmer. Han er lillebror til svømmeren Laure Manaudou. Han vandt sin første olympiske guldmedalje ved OL i London i 2012. Til dagligt svømmer han i den sydfranske svømmeklub CN Marseille. Han er indehaver af verdensrekorden i 50 m rygcrawl på kortbane. 

## Privat
Hans kæreste er den danske svømmer Pernille Blume. I september 2021 blev de forlovet.